# Сретенское городское поселение
Городско́е поселе́ние «Сретенское» — муниципальное образование в Сретенском районе Забайкальского края Российской Федерации.
Административный центр — город Сретенск.

## История
Статус и границы городского поселения установлены Законом Читинской области от 19 мая 2004 года «Об установлении границ, наименований вновь образованных муниципальных образований и наделении их статусом сельского, городского поселения в Читинской области».

## Население
| 2009  | 2010  | 2011  | 2012  | 2013  | 2014  | 2015  |
| ----- | ----- | ----- | ----- | ----- | ----- | ----- |
| 7913  | ↘6895 | ↘6862 | ↘6781 | ↘6722 | ↘6653 | ↘6652 |
| 2016  | 2017  | 2018  | 2019  | 2020  | 2021  |       |
| ↗6665 | ↗6687 | ↘6624 | ↘6567 | ↘6476 | ↘6115 |       |

## Состав городского поселения
| № | Населённый пункт | Тип населённого пункта        | Население |
| - | ---------------- | ----------------------------- | --------- |
| 1 | Моргул           | село                          | ↘22       |
| 2 | Сретенск         | город, административный центр | ↘6093     |